# Euhygia robusta
Euhygia robusta är en tvåvingeart som först beskrevs av Louis-Paul Mesnil 1952.  Euhygia robusta ingår i släktet Euhygia och familjen parasitflugor. Inga underarter finns listade i Catalogue of Life.